# Budapest–Záhony-vasútvonal
Budapest–Záhony-vasútvonal a MÁV Pályaműködtetési Zrt. 100-as számú 25 kV 50 Hz-cel villamosított magyarországi vasúti fővonala. A vasúti pálya Budapest-Nyugati és Tuzsér között kétvágányú, Tuzsértól az országhatárig egyvágányú.

## Története

### Előzmények
Magyarországon a vasutak ügye először az 1825/1827-es ogy. (országgyűlés) által kiküldött, kereskedelemmel is foglalkozó bizottsági javaslatban szerepelt. A vasút létesítéséhez szükséges terület-kisajátítások eljárását, az üzemeltetés és az igénybevétel feltételeit az 1832/1836-os ogy-n részletesen tárgyalták, majd a vonatkozó szabályok mellett a kiépítendő 13 vasúti fővonalat is meghatározó passzust az 1836. évi XXV. törvénycikkben fogadták el.
A jogi háttér megteremtését követően a jelentős saját tőkével rendelkező szitányi Ullmann Móricz nagykereskedő-bankár jelentkezett a törvénycikkben kijelölt Duna bal parti vasút megépíttetésére. Ullmann már ekkor jelezte, hogy a vasutat a Vác – Pest vonal átadását követően Debrecenig kívánja megépíteni
1839-ben engedélyezték a vasútépítést és Ullmann számos pénzember – köztük Rothschild báró – részvételével megalapította a Magyar Középponti Vaspálya Társaságot, amely induló alaptőkéje 10 millió ezüst Forint volt.
Számos politikai csatározást követően 1844. október 5-én kezdődött meg a Pest és Vác között a közel másfél évig tartó vasútépítés, amely eredményeként a 33,9 km hosszúságú első hazai vaspályán 1846. július 15-én indult útjára a „Pest” és „Buda” nevű gőzmozdonnyal az első vonat. Ezzel Hazánk 11. országként csatlakozott az Európában vasúttal rendelkező államokhoz.
Ullmann Móric elképzelésének megfelelően a Magyar Középponti Vaspálya Társaság a Pest–Vác-vasútvonal építésének megkezdése után 1845. május 26-án megindította a Pest–Szolnok-vonal építkezési munkálatainak előkészítését is.

### A vasútvonal építése
A Magyar Középponti Vaspálya Társaság által Pest és Szolnok között kijelölt eredeti: Pest – Pilis – Berczel – Heves – Debrecen nyomvonalat politikai nyomás hatására módosítani kellett. Az eredeti útvonal a Jászságot és a kerületi törvényhatóság székhelyét: Jászberényt kapcsolta volna be a „gazdasági vérkeringésbe”, míg Szolnok irányába egy szárnyvonal építésével kívánták a vasúti kapcsolatot biztosítani.
A végső döntés értelmében a vasutat Szolnok felé építették meg a település kedvező közlekedésföldrajzi helyzetére, továbbá a közúti és a tiszai vízi közlekedésben betöltött szerepére tekintettel. A vasútépítéshez az érintett települések a szükséges területeket ingyen rendelkezésre bocsátották, míg a magántulajdonú házak és ingatlanok tulajdonosait kisajátítási eljárás során a vasúttársaság kárpótolta.
A 99,1 km hosszú Pest – Szolnok vasútvonal 1845. május 26-án megkezdett építésével a Pest – Vác közötti munkálatok során alkalmazott szakemberek bízták meg, akik három Pest – Pilis, Pilis – Cegléd és Cegléd – Szolnok mérnöki osztályra osztva dolgoztak.
Míg az előbbi vasútvonal töltésének építéséhez szükséges ágyazati nyersanyagot a Duna medréből nyerték ki, addig az utóbbi vasútvonalon erre a célra a nyomvonalon fekvő Vecsésnél kavicsbányát nyitottak és ideiglenes – ágyazat nélküli – vaspályát építettek az elkészült töltésen közel 4 millió mázsa kavics szállításához. Az eleinte egyvágányú vonalon Cegléden és Szolnokon, a Tisza-parton épült nagyobb állomás (Ószolnok). A felépítmény kavicságyazatba helyezett telítetlen tölgy talpfákra sínszegekkel rögzített 26,6 kg/fm „PV” jelű és 28,8 kg/fm „A” jelű vassínekkel építették. A korabeli híradások szerint a vasútvonal építéséhez 110.000 mázsa sínt, 5000 mázsa szeget és 125.000 mázsa talpfát használtak fel. A munkák során különösebb nehézségek nem adódtak, a tervekben nem szereplő, plusz költséget jelentő munkálatokra nem volt szükség.
„A Magyar Középponti Vaspálya Társaság a Pest – Vác vasútvonal induló fejállomása és a Tisza partján épülő Szolnok fejállomás között végig egyvágányú vasút és kilenc közbenső állomás létesítéséről döntött: Vecsés, Üllő, Monor Pilis, Alberti – Irsa, Berczel, Czegléd és Abony.” A beruházás során többvágányos állomás csak Cegléden és Szolnokon épült, ugyanakkor valamennyi állomáson létesítettek felvételi épületet, amelynek tervezésére és kivitelezésére a vágányépítéshez hasonlóan nagy figyelmet fordítottak.
A történelmi Magyarország harmadik vasútvonala és az összes állomásépület 1847. augusztus 20-ra készült el. (A Sopron–Bécsújhely-vasútvonal megnyitásának napján.) Így a vonal műszaki bejárására és műszaki átadására a próbamenet leközlekedtetését követően 1847. augusztus 30-án került sor. A vasúti létesítmények ünnepélyes átadása végül kettő nappal később, 1847. szeptember 1-én történt meg Szolnokon. A jeles esemény alkalmából Pestről 8 órakor elöljárókból álló 700 fős vendégsereggel a 60 lóerős István nevű gőzmozdony vontatta 16 kocsis szerelvény indult Szolnokra. A vonat – amely előtt a Monor nevű gőzmozdonnyal kémszemle menet közlekedett – a 99,1 km hosszú utat 40 km/h legnagyobb sebességgel, 2 óra 37 perc alatt tette meg.
Az esemény jelentőségét jól szemlélteti, hogy azon az ország új nádora: István főherceg és gróf Széchenyi István, a vasúti közlekedés magyarországi meghonosításának atyja is részt vett, amint politikai ellenfele Kossuth Lajos is megjelent. Petőfi ezen alkalomból írta Vasúton című versét, amelynek híres versszaka: „Száz vasútat, ezeret! Csináljatok, csináljatok! Hadd fussa de a világot, Mint a testet az erek.” Az eseményről beszámolt a „Pesti Hírlap” 1847. szeptember 3-i és „Társalkodó” című lap 1847. szeptember 5-i száma is.
A második vágányt Ceglédig még az Osztrák–Magyar Államvasút-Társaság fektette le 1868–1869 között. A Cegléd–Szolnok szakaszon már a MÁV építette meg 1909-ben.
A vasútvonal Szolnok és Debrecen közötti szakaszának építésére a Magyar Középponti Vasút már korábban kapott engedélyt, ám az 1848–49-es szabadságharc miatt a vasútépítés földmunkái lelassultak. Az építkezés újra lendületet kapott, amikor a újonnan megalakult Tiszavidéki Vasút vette át a vasútépítést 1856-ban. A Szolnok–Debrecen közötti, sík vidéken haladó, 121 km hosszú vonalszakaszt 1857. november 25-én adták át a forgalomnak. A Debrecentől Nyíregyházára és onnan tovább Miskolcra tartó vonalszakaszt a vasúttársaság 1859. május 24-én nyitotta meg. A felépítmény 37,0 kg/fm tömegű, „g” jelű vassínekből épült.
A Nyíregyháza és Záhony közti vonalszakaszt a Magyar Északkeleti Vasút építette. A Nyíregyháza és Kisvárda közötti 43 km hosszú szakaszt 1872. november 20-án, a Kisvárdától a Tiszán át Csapig tartó 28 km hosszú szakaszt 1873. február 4-én adták át a forgalomnak. A vasútvonal Nyíregyházán a Tiszavidéki Vasút vonalaihoz csatlakozott. Magyarország vasúti kapcsolatát valósítja meg Ukrajnával, a Záhony–Csap illetve Tuzsér–Bátyú határátmeneteken. (Utóbbi csak teherforgalom részére.)

### Üzemeltetése
A Városligeti elágazás és Kőér utcai szintbeni kereszteződés között 1939-1948 között valósult meg a vasút töltésre emelése. Ezáltal megszűnhettek a korábbi balesetveszélyes sorompók. Kőbánya alsó és Zugló megállóhelyeken kívül a Kőbányai, a Kerepesi úti, a Mogyoródi úti, az Egressy úti valamint a Thököly úti felüljárók is ekkor készültek el. A Kőbányai teherpályaudvar kimaradt a Budapest–Sátoraljaújhely-vasútvonal a Budapest–Újszász–Szolnok-vasútvonal és a Körvasút felüljárója miatt.
Ceglédig 1968-ban, Szajolig 1969-ben villamosították pályafelújítással együtt. Ezzel egy időben 1967-1969 között épült meg a Hungária körgyűrű irányonként két sávos felüljárója a Városligeti elágazásnál. (Kiszélesítése irányonként három sávosra, középen a Kacsóh Pongrác útig hosszabbított 1-es villamos pályájával 1987-ben történt meg.)
Az M3-as autópálya fővárosi bevezető szakaszának torkolata a Hungária körgyűrű torkolatában 1982-ben készült el. A Kacsóh Pongrác út elején 1970-ben épült régi, kétszer egy sávos mellé ekkor épült a két szélső, két sávos felüljáró.
A pályát Záhony és Nyíregyháza között 1967-ben, Szajolig 1970-ben villamosították.
A vasútvonal története alatt több, a településektől távol eső megállóhely tűnt el a tanyavilág megszűnése következtében lecsökkent utasforgalom miatt. Például a Fegyvernek-Örményes és Kisújszállás állomások között, a 138. km-nél található Turgony megállóhely, Karcagi puszta megállóhely a 154. km-nél Kisújszállás és Karcag állomások között, valamint Apavára megállóhely a 169. km-nél Karcag és Püspökladány állomások között. 2006 óta már nem állt meg menetrend szerinti személyszállító vonat Barta és Pusztaszakállas megállóhelyeken sem. (Ezek a vonal 2012-ben lezajlott felújításával szűntek meg.)

## Tervezett fejlesztések
Az I/1. ütemben a Szajol–Püspökladány vonalszakaszon a pálya 160 km/h sebességre és 225 kN tengelyterhelésre épült át. A műtárgyak felújítása, illetve a felsővezeték-rendszer átépítése is megtörtént, valamint Barta és Pusztaszakállas megállóhelyek megszüntetésre kerültek. A fejlesztés 2012-ben kezdődött, a kivitelezés 2015. október 3-án fejeződött be.
A folyamatban lévő fejlesztések eredményeként a Püspökladány–Debrecen szakaszt is 160 km/órás sebességűre fogják átépíteni. Ebből 2020. október 16-án átadásra került a 8,04 km-es Ebes–Debrecen szakasz felújítása.
Debrecen-Csapókert megállóhely megszűnik, helyette valószínűleg Júliatelep néven új megállóhely létesül Debrecen északi szélén, a Csapókerttől kb. 1 km-rel északra Apafa irányában.[forrás?] Ezzel új csomópont létrehozására nyílna lehetőség, hiszen a leendő megállóhelynél van több trolibusz végállomása, valamint helyi és helyközi autóbuszok áthaladó megállóhelyei.

## Pálya, műtárgyak
A vonalon az engedélyezett maximális sebesség 120 km/óra, de több helyen alkalmas a vasúti pálya a 140–160 km/óra sebességű közlekedésre. Budapesten 80–90 km/óra, Cegléden és Szolnokon 40 km/óra az engedélyezett maximális sebesség.
2005 és 2009 között jelentős mértékű pályafelújítások és állomásátépítések zajlottak a vonalon a 140–160 km/órás engedélyezett maximális sebesség elérése és használhatósága érdekében, többnyire EU forrásokból. 2005-ben elkezdődött és 2009. augusztus 19-én lezárult a teljes vonal átépítése. A Liszt Ferenc nemzetközi repülőtérre vezető gyorsvasút előfutáraként és a fővároson belüli helyi vasúti közlekedés fejlesztéseként 2007-ben új megállóhely épült a repülőtér 1-es terminálja mellett Pestszentlőrinc és Vecsés állomások között Ferihegy megállóhely néven.
A vonalon fekvő állomásokat és megállóhelyeket felújították, a peronokat megemelték, így az utasok kényelmesebben szállhatnak fel a vonalon közlekedő vonatokra. Az állomásokon akadálymentes aluljárók épültek, melynek következtében megszüntetésre kerültek a balesetveszélyes szintbeli gyalogos-átjárók.
A pályarekonstrukció során a MÁV UIC 60-as szabványú síneket alkalmazott rugalmas és korszerű Pandrol Fastclip, valamint SKL-14 típusú sínleerősítéssel. 
Ennek eredményeképp 225 kN tengelyterhelésűvé vált pálya, és alkalmassá vált Vecsés – Albertirsa szakaszon 120 km/h, Albertirsa – Cegléd szakaszon 140 km/h, Cegléd – Szolnok szakaszon 160 km/h sebességű közlekedésre. A fővárosi szakaszon Kőbánya-Kispest állomásig még az 1968-ban lerakott 48 kilós síneken halad az intenzív forgalom. Ezen a szakaszon a maximális megengedett sebesség 80 km/óra. (A forgalom biztonsága miatt azonban sok helyen állandó 60 km/h lassújel van kitűzve.) 2020 nyarán a Nyugati pályaudvar részleges felújításával azonos időben, az ideiglenesen bevezetett vágányzári menetrend mellett megújult a Nyugati pályaudvar és a Városligeti elágazás közötti pálya. Így ott ismét 80 km/h sebességgel haladhatnak a vonatok. 2021-ben az Üllő-Monor közötti szakasz kapott felújítást.

### Engedélyezett sebesség
| Kezdőpont          | Végpont            | Hossz [km] | Sebesség [km/h] | Vonatbefolyásolás |
| ------------------ | ------------------ | ---------- | --------------- | ----------------- |
| Budapest-Nyugati   | Kőbánya-Kispest    | 10,7       | 80              | 75 Hz             |
| Kőbánya-Kispest    | Albertirsa         | 44,5       | 120             | ETCS L2, 75 Hz    |
| Albertirsa         | Cegléd             | 17,5       | 120             | ETCS L2, 75 Hz    |
| Cegléd             | Szolnok A elágazás | 23,0       | 120             | ETCS L2, 75 Hz    |
| Szolnok            | Szolnok            | 7,6        | 120             | ETCS L1, 75 Hz    |
| Szolnok E elágazás | Ebes               | 106,5      | 120             | ETCS L2, 75 Hz    |
| Ebes               | Debrecen           | 12,4       | 120             | ETCS L1, 75 Hz    |
| Debrecen           | Nyíregyháza        | 48,1       | 120             | 75 Hz             |
| Nyíregyháza        | Tuzsér             | 57,9       | 120             | 75 Hz             |
| Tuzsér             | Záhony             | 7,2        | 100             | nincs             |

Az ETCS vonatbefolyásoló berendezés telepítésének befejezéséig 120 km/h marad a megengedett legnagyobb sebesség, mely várhatóan 2017-2020 között valósul meg.

## Forgalom
Az átlagos napi vonatszám a Kőbánya-Kispest–Monor szakaszon 220 vonat (ebből 182 személy, 26 teher, 12 egyéb), a Monor–Cegléd szakaszon 173 vonat (ebből 133 személy, 26 teher, 14 egyéb).

### Elővárosi vonatok
A vonalon közlekedő személyvonatok többnyire a Nyugati pályaudvarról Monor, Cegléd, Szolnok irányába közlekednek. A 120a vasútvonalhoz hasonlóan a 2006-ban bevezetett ütemes menetrend szerint a helyi személyvonatok az elővárosi vonal zónahatáráig, Monor állomásig közlekednek, és csak minden második vonat megy tovább Ceglédig vagy Szolnokig. Ezek az ún. „zónázó vonatok” a Nyugati pályaudvar és Monor között csak Zuglóban, Kőbánya alsón, Kőbánya-Kispesten és Ferihegyen állnak meg, Monor után viszont mindenhol.

### Távolsági vonatok
A vonalon ütemes menetrend szerint óránként közlekednek InterRégió és InterCity vonatok. Az InterRégiók „CÍVIS” néven, jellemzően Debrecenben fordulnak, de pénteken és vasárnap egészen Záhonyig járnak. Nyíregyháza és Záhony felé Debrecen állomáson csatlakoznak személyvonatok, óránként. Az InterCity vonatok Nyíregyháza és Záhony felé „NYÍRSÉG”, Budapest-Keleti pályaudvar felé pedig „TOKAJ” néven közlekednek. Minden nap egy pár EuroCity vonat is közlekedik „HORTOBÁGY” néven, Bécs és Záhony között. Ezen felül Debrecen környékén csúcsidőben sűrítő vonatok közlekednek, jellemzően Püspökladányig, de reggel egy vonat Karcagról indul.
Erre haladnak el továbbá óránként mindkét irányban a Debrecen–Nyíregyháza irányába közlekedő InterCity-vonatok, a Nyíregyházától minden második órában Keleti pályaudvar felé tovább közlekedő „kör-InterCity”-vonatok, valamint a Kecskemét–Szeged felé tartó egyesített („hibrid”) InterCity-gyorsvonat-szerelvények is.

### Teherforgalom
A záhonyi átrakókörzet
Záhony és Csap között a pálya nem villamosított, a Tisza-híd egyvágányú, melyen fonódva megy át a széles és a normál nyomtávú vágány. A vonal folytatása a Csap–Bátyú–Munkács–Lviv-vasútvonal. Szokás szerint a normál/széles tengelyátszereléseket a magyar oldalon szokták végezni csoportemelő berendezéssel. Az emelőkkel felemelik a kocsikat, lekötik a kocsikról és kigurítják alóluk az egyik nyomtávú forgóvázakat, majd alágurítják a másik nyomtávúakat, leengedik a kocsikat, végül pedig bekötik a forgóvázakat. De az ukrán oldalon néhány határhoz közeli vasúton (pl. Munkács állomásig) arra is van lehetőség, hogy fonódott vágányokon tengelyátszerelés nélkül közlekedjenek normál nyomtávú vonatok. Ezt kihasználva a 2018. december 9-i menetrendváltás óta több magyar nemzetközi vonat is közlekedik Munkácsra normál nyomtávon.

### Utasforgalom
Magyarország második legforgalmasabb elővárosi vasútvonala. 2019-ben átlagosan 34374 fő utazott rajta naponta. Éves utasforgalma 19 millió fő.

### Járművek
A vonalon közlekedő járművek túlnyomó része személyszállító vonat, amelyeken általában a Stadler villamos motorvonatai felváltva továbbítanak, a MÁV V43-as, MÁV 480-as, illetve a MÁV V63-as villamosmozdonyaival.
A MÁV Stadler motorvonatainak megjelenéséig a személyvonatokat felújított MÁV V43-as villanymozdonyok húzták a Bombardier Transportation által a 2000-es években korszerűsített Bhv sorozatú személykocsikkal. Azonban a MÁV Stadler FLIRT illetve Stadler KISS motorvonatainak megjelenésével, az előbb említett korszerűsített Bhv kocsikból, illetve a MÁV V43-as sorozatú villanymozdonyából álló személyvonatok kiszorultak a 100a vasútvonalról.
Tehervonatok élén V63-as és M62-es mozdonyok közlekednek, amíg közlekedtek RoLa-szerelvények, élükön néha MÁV 1047, gyakran ÖBB 1116 „Taurus” mozdonyok jelentek meg.
Az InterCity vonatok élén a 2010-es menetrendváltáskor megjelent a MÁV 470 sorozat is. 2011-től a teljes IC forgalmat MÁV 480-as sorozatú villanymozdonyai látták el. 2021-ben az InterCity vonatokat, kivétek nélkül a MÁV 480-as, a MÁV V43-as, illetve a MÁV V63-as sorozatú villanymozdonyai látják el.
A 2009–2011-ben a hétvégi Budapest–Monor viszonylatú helyi személyvonatok továbbá, a Budapest]]–Záhony viszonylatú sebes valamint távolsági személyvonatok Stadler FLIRT motorvonatokból voltak kiállítva, illetve gyakran feltűntek BVmotok és Bpmot „Uzsgyik” is. 2021-ben a hétvégi, Nyíregyházáig közlekedő sebesvonatok Stadler FLIRT motorvonattal vannak kiadva.
A 2014 és 2015 között forgalomba állított további 42 Stadler FLIRT motorvonat nagy része a Budapest–Monor (–Albertirsa), valamint a Budapest–Cegléd viszonylatokon váltotta ki a legtöbb elővárosi forgalomban részt vevő mozdony vontatta szerelvényt. (A motorvonatok munkanapokon is közlekednek.)
2020 szeptember 21-től, új 600 férőhelyes Stadler KISS emeletes motorvonatok álltak forgalomba az S50-es illetve a Z50-es viszonylatokon, az évek alatt nagyon megnövekedett elővárosi utasforgalom miatt.
A vonalon közlekedő InterRégió járatok jellemzően Stadler FLIRT és KISS motorvonattal vannak kiadva. Az InterCity vonatok élén TRAXX, V43 és V63-mas mozdonyok közlekednek. Ezen vonatok általában 2-3 Bpee kocsival, egy többcélú teres IC+ kocsival, egy prémium szakaszú bisztrókocsival és egy Apee kocsival közlekednek. Pénteken és vasárnap erősítő kocsikkal közlekednek. Ezek jellemzően Bpmee és fecske Bhv-k. A személyvonatok FLIRT és fecske inga szerelvények. A 'HORTOBÁGY' EuroCity vonat Bpmz, Apmz és többcélú teres kocsival van kiadva. Ezt a járatot is jellemzően TRAXX továbbítja. A tehervonatok élén gyakran megfordulnak az ÖBB Taurus és Vectron mozdonyai is.

## Balesetek
A magyar vasút történetében az első baleset 1873. május 6-án délelőtt 11 órakor történt a Pesti indóház közelében. A Szeged–Cegléd felől érkező, szlovén vasútépítő munkásokat szállító vonatot pályafelújítási munkák miatt felbontott vágányra terelték. A felbontott pályaszakaszra érve a vonat kisiklott, a kocsik egymásra borultak. A balesetben 26-an életüket vesztették. A mozdonyvezető túlélte a balesetet, a mozdony fűtője meghalt. A vonatot a Ménes nevű gőzmozdony továbbította. A baleset utáni vizsgálat során őrizetbe vették a kőbányai állomás Biedermann nevű szolgálattevőjét, akit a mozdonyvezető értesítésének elmulasztásával gyanúsítottak meg.
A debreceni vasúti baleset egy 1951. szeptember 27-én bekövetkezett vasúti szerencsétlenség volt Debrecen közigazgatási területén belül. 18:10 perckor a Tiszalökre közlekedő, 324-es sorozatú gőzmozdonnyal vontatott személyvonat az állomás kijárati váltóin ütközött a szomszédos vágányon, biztonsági határjelzőn kívül álló BCmot 376 pályaszámú motorkocsival. A balesetben 11 ember halt meg.
1963. december 24-én reggel 9 óra körül Paládicspuszta megállóhely közelében a Szentesre tartó karácsonyi mentesítő személyvonat, nyíltvonali szakaszon belerohant egy veszteglő tehervonatba. Az alapvetően emberi mulasztás miatt bekövetkezett baleset következtében a személyvonat 13 kocsija közül csak négy maradt a síneken, a régi típusú, favázas kocsik közül több teljesen összetört. A mintegy 700 utas közül 45 fő halt meg, köztük 17 gyerek, a kórházi ellátást igénylő sérültek száma 30 fölött volt.
A szajoli vasúti baleset a magyar vasút történetének egyik súlyos balesete volt 1994. december 2-án, amikor is 16 óra 46 perckor kisiklott a Szajol állomáson áthaladó Nyíregyháza–Budapest-Nyugati pályaudvar között közlekedő gyorsvonat második kocsija, majd a kocsik kb. 110 km/h-s sebességgel egymásba, illetve az állomásépületbe rohantak. 27-en a helyszínen vesztették életüket, négyen a kórházban haltak meg, 52-en pedig kisebb-nagyobb sérüléseket szenvedtek. A balesetet emberi mulasztás okozta.
2001. október 24-én A Pest megyei Monorierdőnél a monori áramellátó berendezés meghibásodása következtében használhatatlanná vált térközbiztosító-berendezés és a vonatkozó szabályok miatti emberi mulasztás következtében a Cegléd irányába közlekedő InterCitybe beleütközött egy követő személyvonat. A balesetnek 37 sérültje volt.
2005.  május 19-én, reggel Monorierdő megállóhelynél egy kamion bennragadt a felújított vasúti átjáróban. A Cegléd felől érkező tehervonat 70 km/h-s sebességgel ütközött a kamionnal, amit 100 méteren keresztül tolt maga előtt. A kamion roncsa elsodorta a fénysorompót és a pénztárépület sínek felé eső falát. Az 1934-ben létesített műemlék állomásépületet később elbontották.
2008. október 6-án, egy újabb monorierdői vasúti balesetben egy személyvonat hátulról beleszaladt a Hajdú InterCity vonatba. A tragédiában négyen életüket vesztették.
2017. január 2-án, hétfőn este, Ceglédbercel-Cserő vasútállomás és Cegléd vasútállomás között egy InterCity és egy személyvonat ütközött össze. A balesetben öt ember sérült meg, közülük egy fő súlyos, négy pedig könnyebb sérülést szenvedett. A baleset előzménye az volt, hogy egy Budapestről Ceglédre tartó személyvonat mozdonya a Budai út megállóhelyen műszaki hiba miatt leállt, s a forgalom lebonyolításáért felelős személyzet úgy döntött, hogy a szerelvényt a személyvonat mögött érkező, Záhonyba tartó InterCity tolja be a hat és fél kilométerre található ceglédi állomásra. Ezt követően az InterCity a személyvonat mögé állt, ám a két szerelvényt nem kapcsolták össze. A vonatbefolyásoló berendezést a mozdonyvezetők mindkét szerelvényen abba az üzemmódba kapcsolták, amely legfeljebb óránkénti 40 kilométeres sebességet engedélyez, majd az InterCity tolni kezdte az elromlott szerelvényt Cegléd felé. Mintegy 700 méter megtétele után az InterCity mozdonyvezetője abbahagyta a szerelvény tolását, és mintegy 10 méterre lemaradt a személyvonat mögött, amely az enyhén lejtős pályán gyorsulni kezdett. Ez utóbbi szerelvény vezetője igyekezett a sebességhatár alatt tartani a vonatot, ám a vonatbefolyásoló berendezés a 40 kilométeres sebesség elérését érzékelve azonnal vészfékezést kezdeményezett. Az InterCity mozdonyvezetője későn észlelte az előtte lassuló vonatot, gyorsfékezést kezdett, de még a fékhatás kialakulása előtt kb. 35 kilométer/órás sebességgel nekiütközött a fékezés miatt már csak körülbelül 17 kilométer/órás sebességgel haladó személyvonatnak.
Az újfehértói traktoros baleset 2021. április 20-án Téglás és Újfehértó állomások között között a fénysorompóval biztosított átjáróban történt. A 6254-es számú vonat belerohant egy traktorba, melynek vezetője a fénysorompó tilos jelzését figyelmen kívül hagyva hajtott a sínekre. A mozdony a másik sínpárra lökte a traktort, ahol a 6203-as számú vonattal is ütközött. A traktor vezetője a helyszínen meghalt. A 6203-as személyvonat öt utasa és a mozdonyvezető megsérült, a mozdony és az első három kocsi kisiklott. A mozdony körülbelül 16 méterre állt meg a sínektől. A 6254-es személyvonaton nem sérült meg senki. Az érintett vasúti pályaszakaszon és a járművekben az előzetes becslések szerint 100 millió forint kár keletkezett. A szerencsétlenséget a traktor vezetője okozta, aki a tilos jelzés ellenére hajtott a sínekre.

## Viszonylatok
A lista a 2021–2022-es menetrend adatait tartalmazza.
| Vonat                    | Útvonal |
| személyvonatok           | személyvonatok |
| ------------------------ | --- |
| S20                      | Budapest-Nyugati – Cegléd – Kecskemét – Szeged                                                                                            |
| S36                      | Üllő → Kőbánya-Kispest → Érd alsó → Tárnok → Martonvásár → Kápolnásnyék                                                                   |
| G43                      | Üllő → Kőbánya-Kispest → Érd felső → Tárnok → Székesfehérvár                                                                              |
| S50                      | Budapest-Nyugati – Üllő – Monor (– Szolnok)                                                                                               |
| G50                      | Budapest-Nyugati – Monor – Cegléd – Szolnok                                                                                               |
| Z50                      | Budapest-Nyugati – Monor – Cegléd (– Szolnok)                                                                                             |
| személy                  | Budapest-Nyugati – Monor – Cegléd – Szolnok – Debrecen – Nyíregyháza                                                                      |
| személy                  | Budapest-Nyugati – Cegléd – Kecskemét – Szeged                                                                                            |
| személy                  | Cegléd – Szolnok – Debrecen – Nyíregyháza (→ Záhony)                                                                                      |
| sebesvonatok             | |
| 6008-6225                | Budapest-Nyugati – Cegléd – Szolnok – Debrecen – Nyíregyháza (– Záhony)                                                                   |
| 16303 HÉTMÉRFÖLDES       | Zajta – Mátészalka – Debrecen – Budapest-Nyugati (csak Budapest felé)                                                                     |
| expresszvonatok          | |
| Ex 1633                  | Nyíregyháza – Debrecen – Budapest-Nyugati (csak Budapest felé)                                                                            |
| Ex 16906/16907 TEKERGŐ   | Záhony – Nyíregyháza – Debrecen – Kőbánya-Kispest – Székesfehérvár – Balatonfüred – Zánka-Erzsébettábor (csak nyári szezonban közlekedik) |
| Ex 1972/1973 TEKERGŐ     | Szolnok – Cegléd – Kőbánya-Kispest – Székesfehérvár – Balatonfüred – Tapolca (csak nyári szezonban közlekedik)                            |
| Ex 1786/1787 ARANYHÍD    | Szeged – Cegléd – Kőbánya-Kispest – Székesfehérvár – Siófok – Fonyód – Balatonszentgyörgy (csak nyári szezonban közlekedik)               |
| Ex 16706/16707 ARANYPART | Nyíregyháza – Debrecen – Kőbánya-Kispest – Székesfehérvár – Siófok – Fonyód (csak nyári szezonban közlekedik)                             |
| Ex 16708/16709 NAPFÜRDŐ  | Szolnok – Cegléd – Kőbánya-Kispest – Siófok – Fonyód (csak nyári szezonban közlekedik)                                                    |
| Ex 1674/1677 PANORÁMA    | Nyíregyháza – Debrecen – Székesfehérvár – Siófok (csak nyári szezonban közlekedik)                                                        |
| InterCity                | |
| IC 602-626 NYÍRSÉG       | Budapest-Nyugati – Szolnok – Debrecen – Nyíregyháza (– Kisvárda – Záhony)                                                                 |
| IC 560-682 TOKAJ         | Budapest-Nyugati – Szolnok – Debrecen – Nyíregyháza – Miskolc-Tiszai – Budapest-Keleti                                                    |
| IC 638/639 KRASZNA       | Budapest-Nyugati – Szolnok – Debrecen – Fehérgyarmat                                                                                      |
| IC 700-737 NAPFÉNY       | Budapest-Nyugati – Cegléd – Kecskemét – Szeged                                                                                            |
| nemzetközi vonatok       | |
| IC 33/34 LATORCA         | Budapest-Nyugati – Szolnok – Debrecen – Nyíregyháza – Kisvárda – Záhony – Munkács                                                         |

## Képgaléria

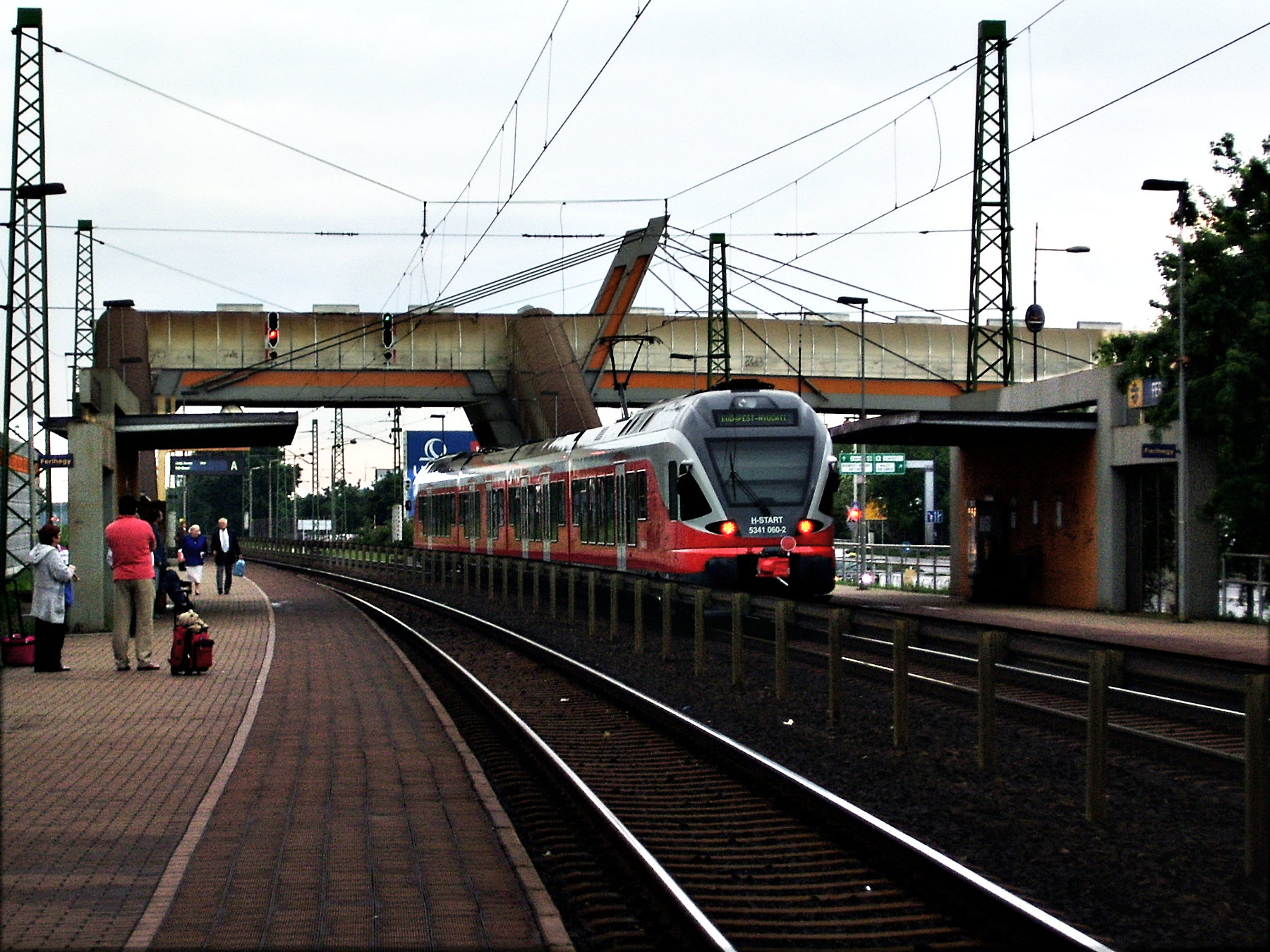
Stadler FLIRT motorvonat Ferihegy megállóhelyen
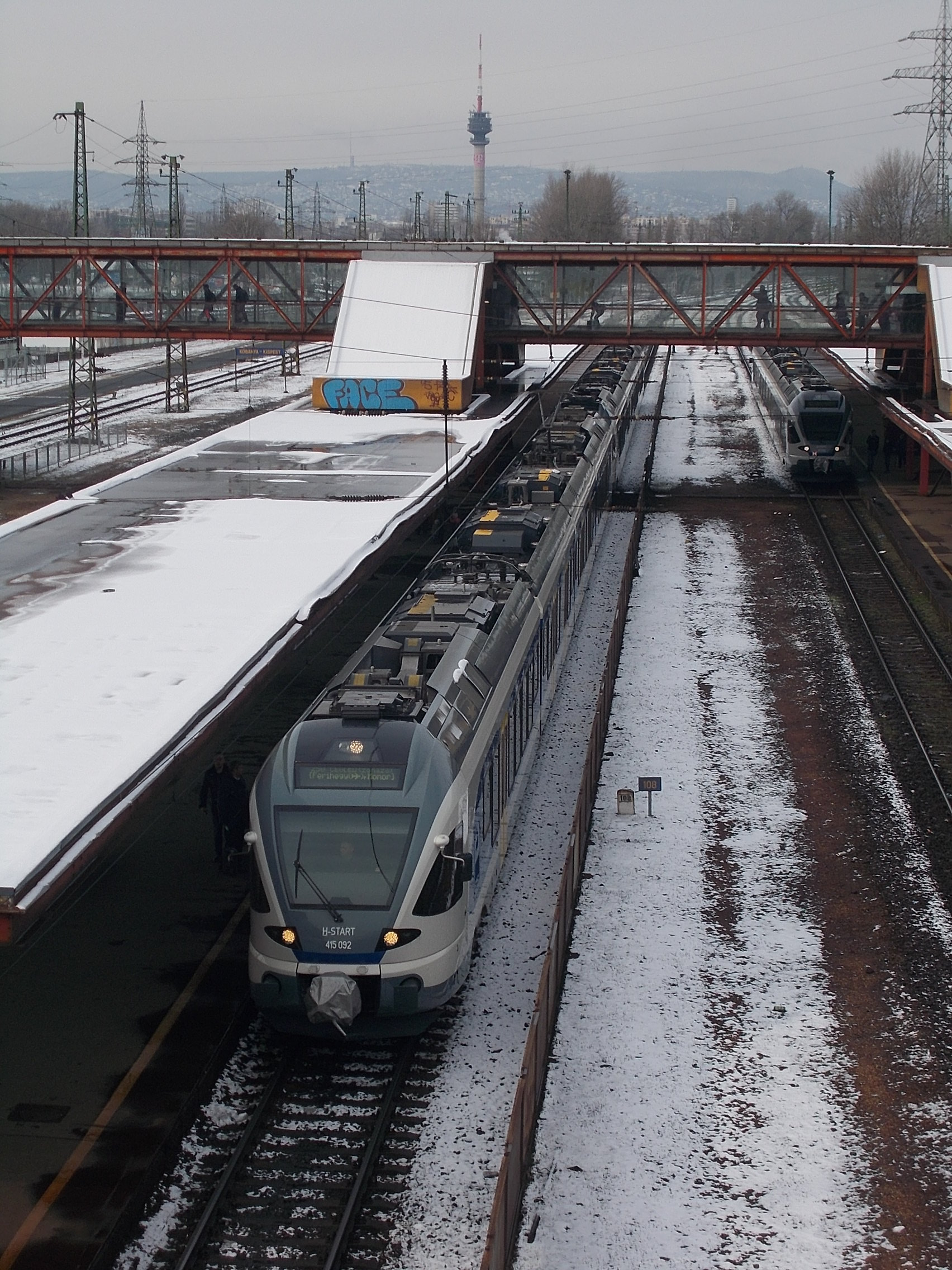
Kőbánya-Kispest állomáson
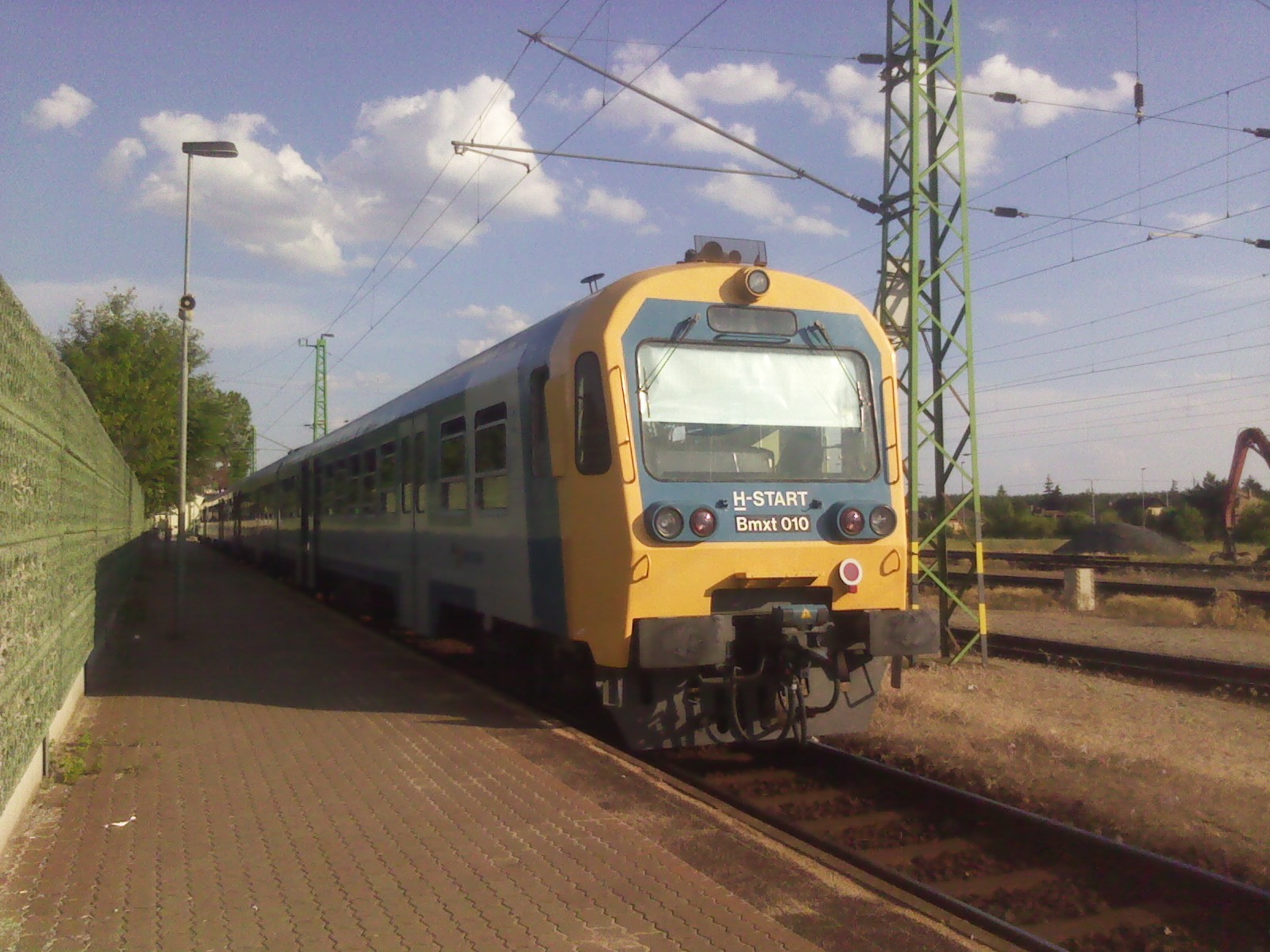
BDVmot motorvonat Monoron
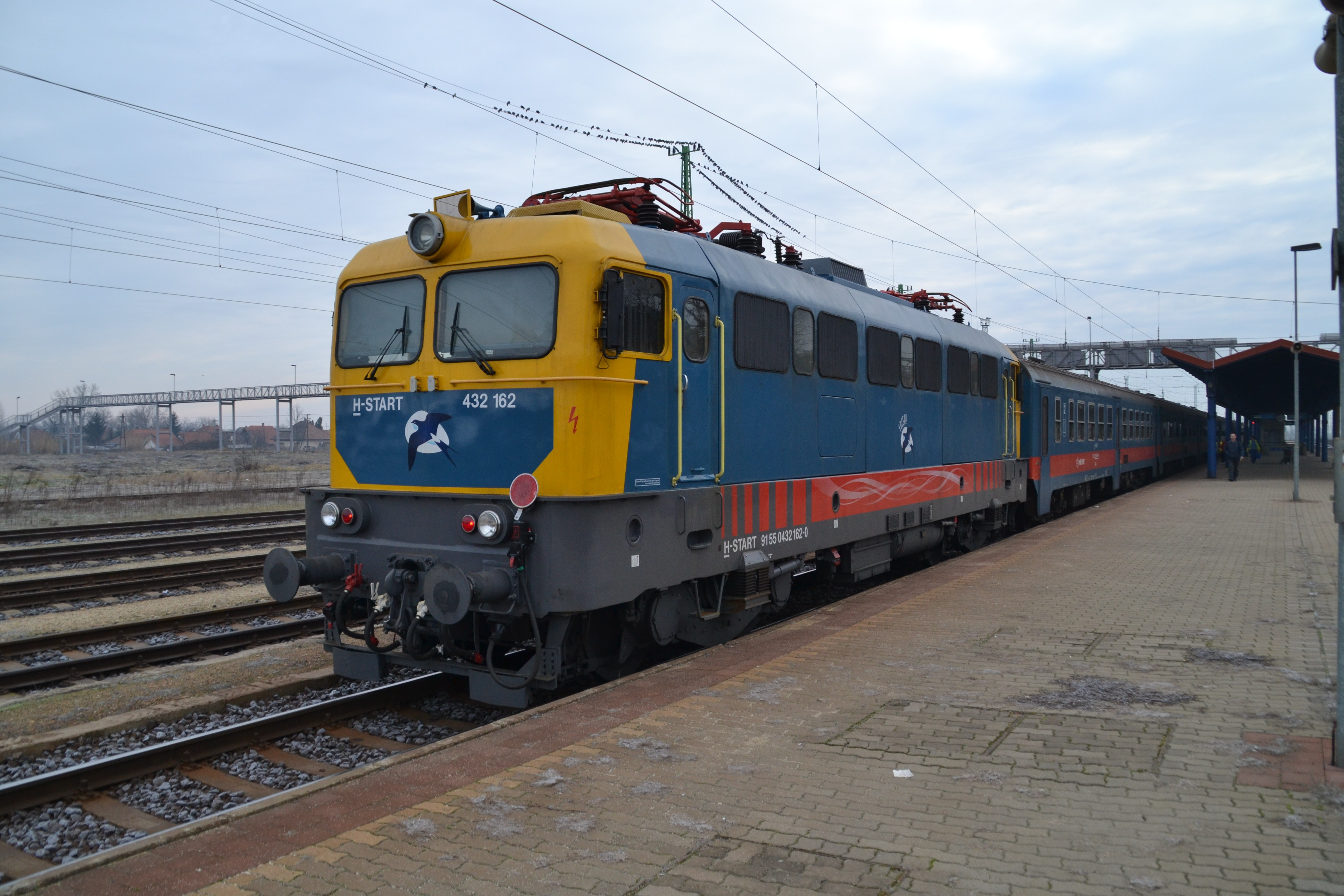
Ingavonat Cegléden
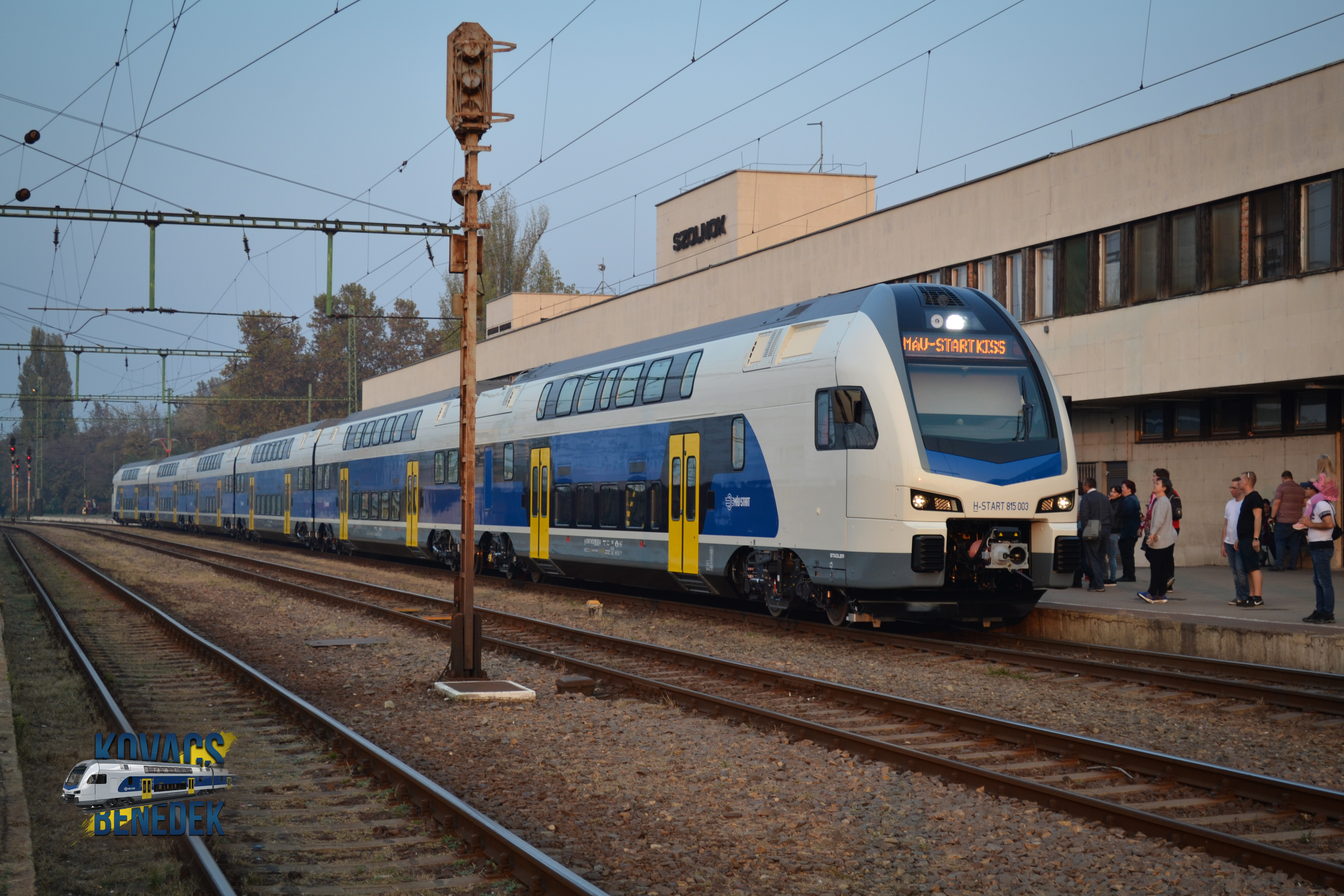
Stadler KISS motorvonat Szolnok állomáson
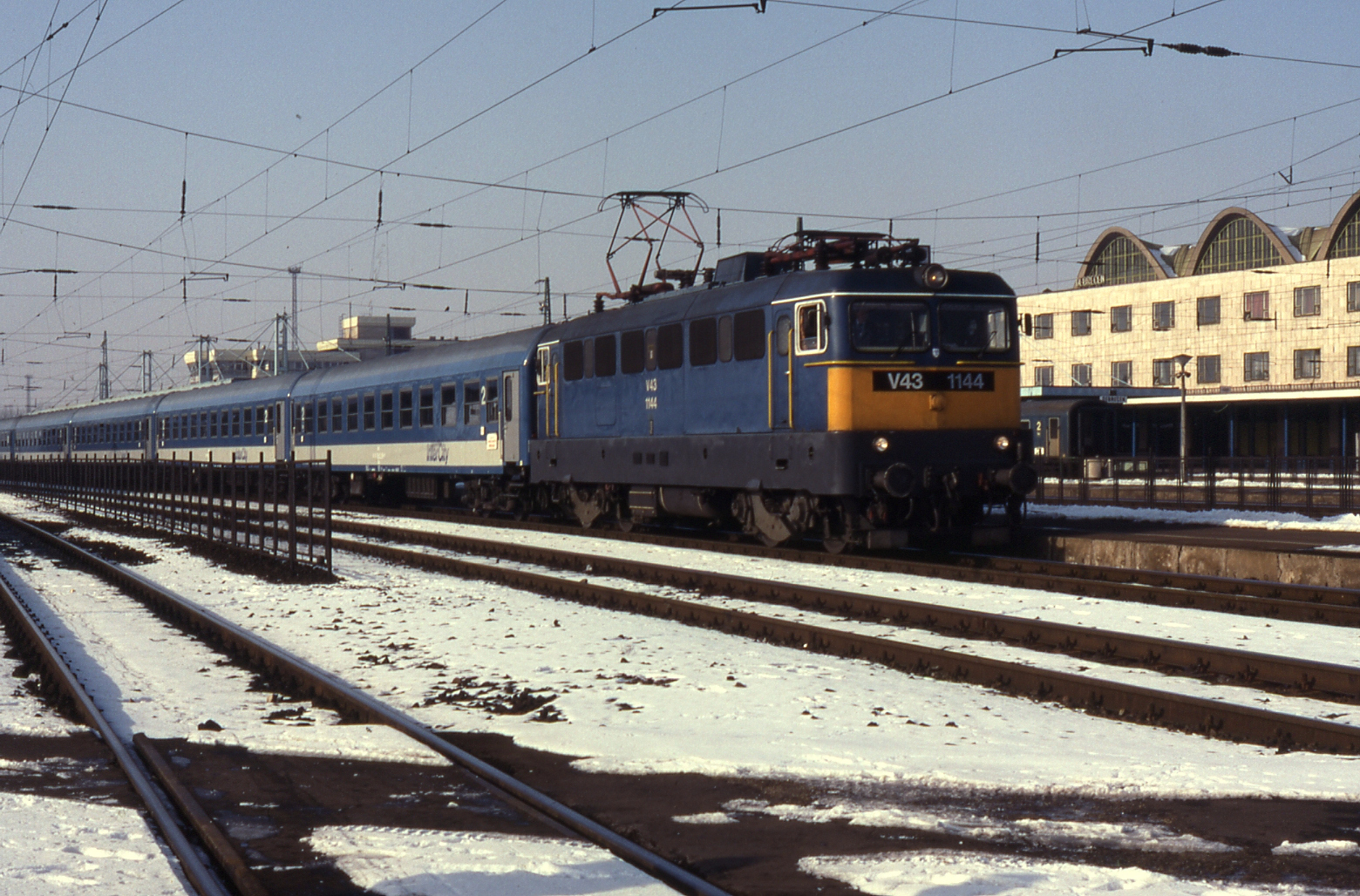
InterCity vonat Debrecenben 1993-ban
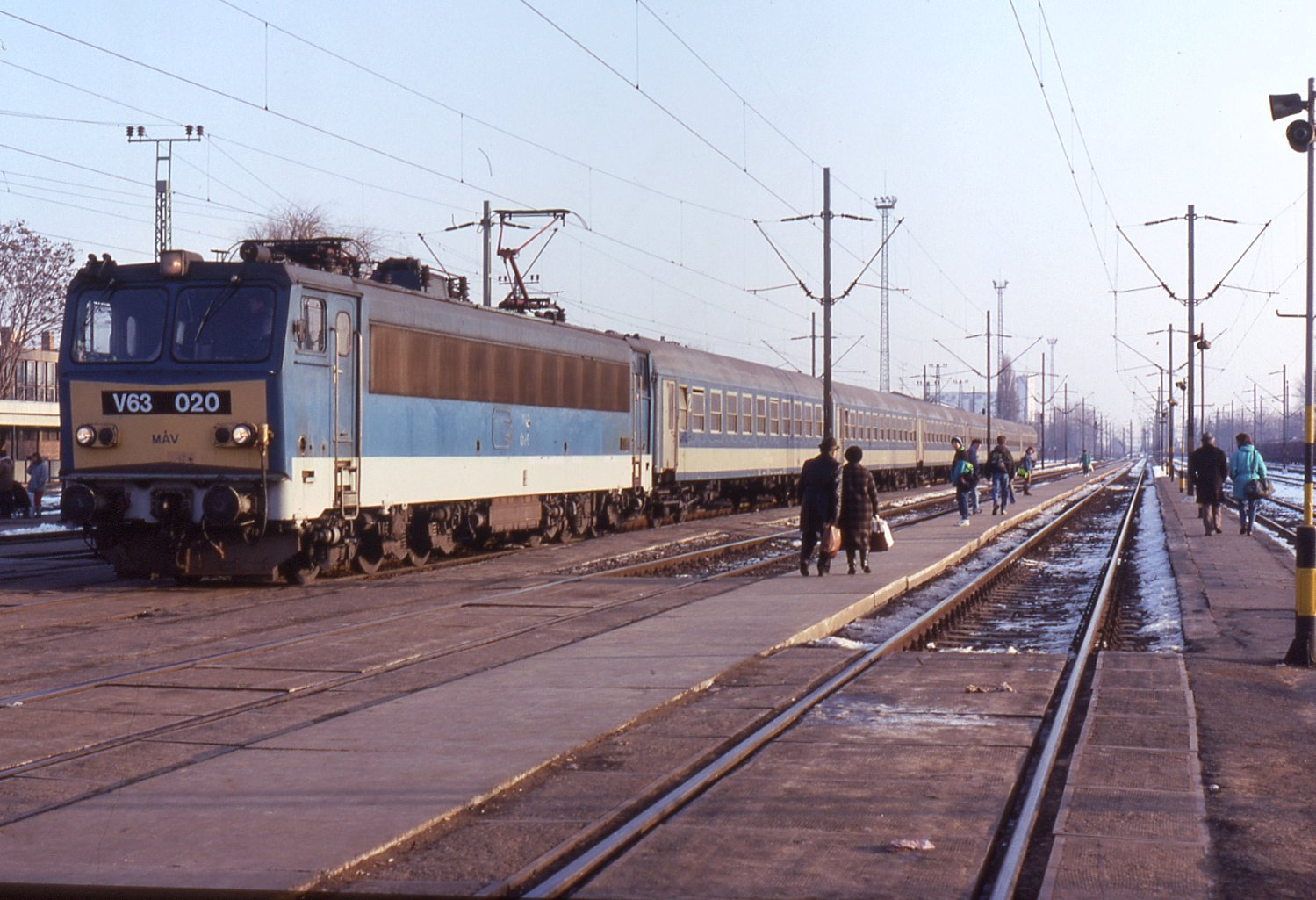
Vonat Nyíregyházán 1993-ban
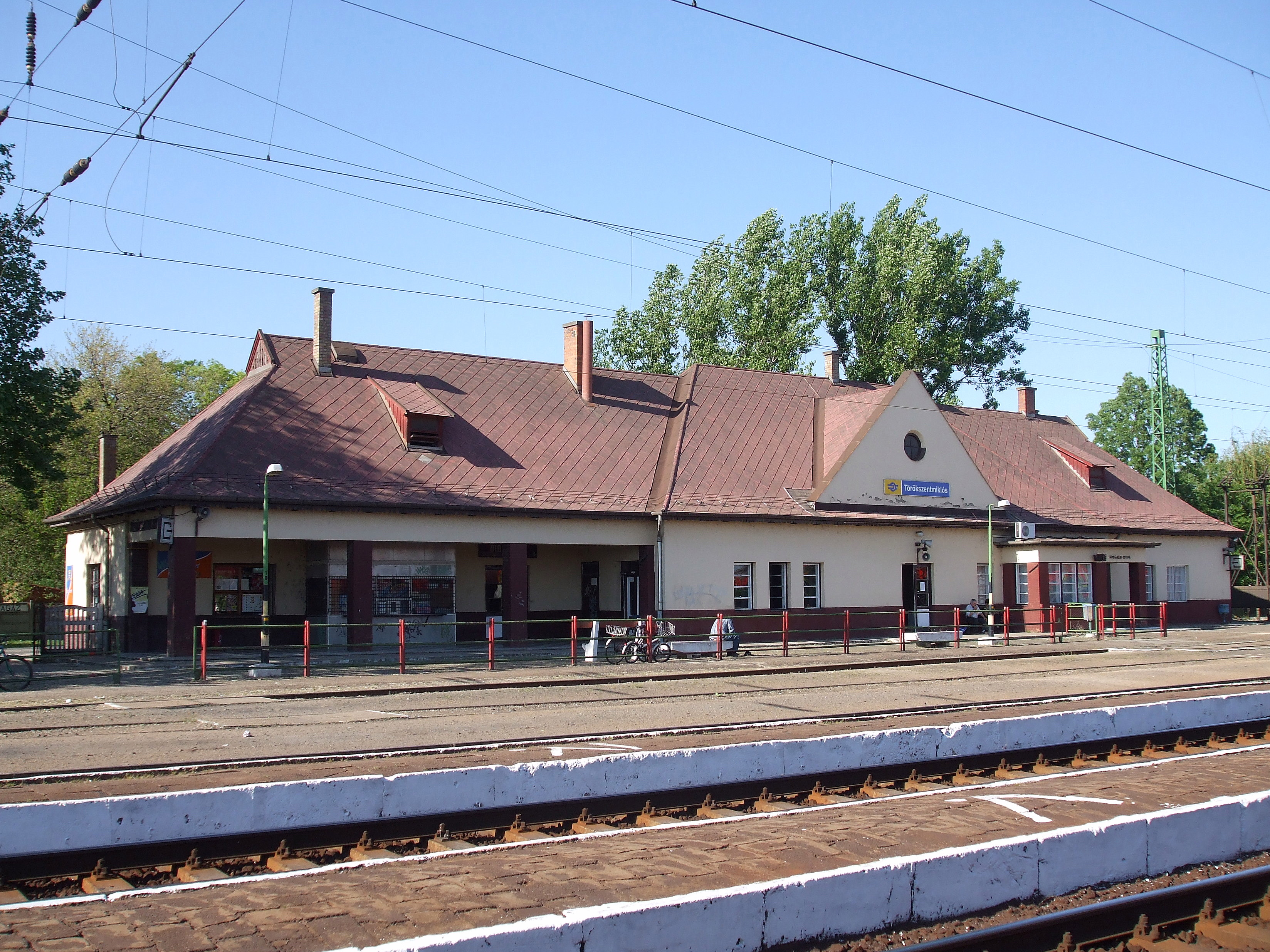
Törökszentmiklós vasútállomás új felvételi épülete
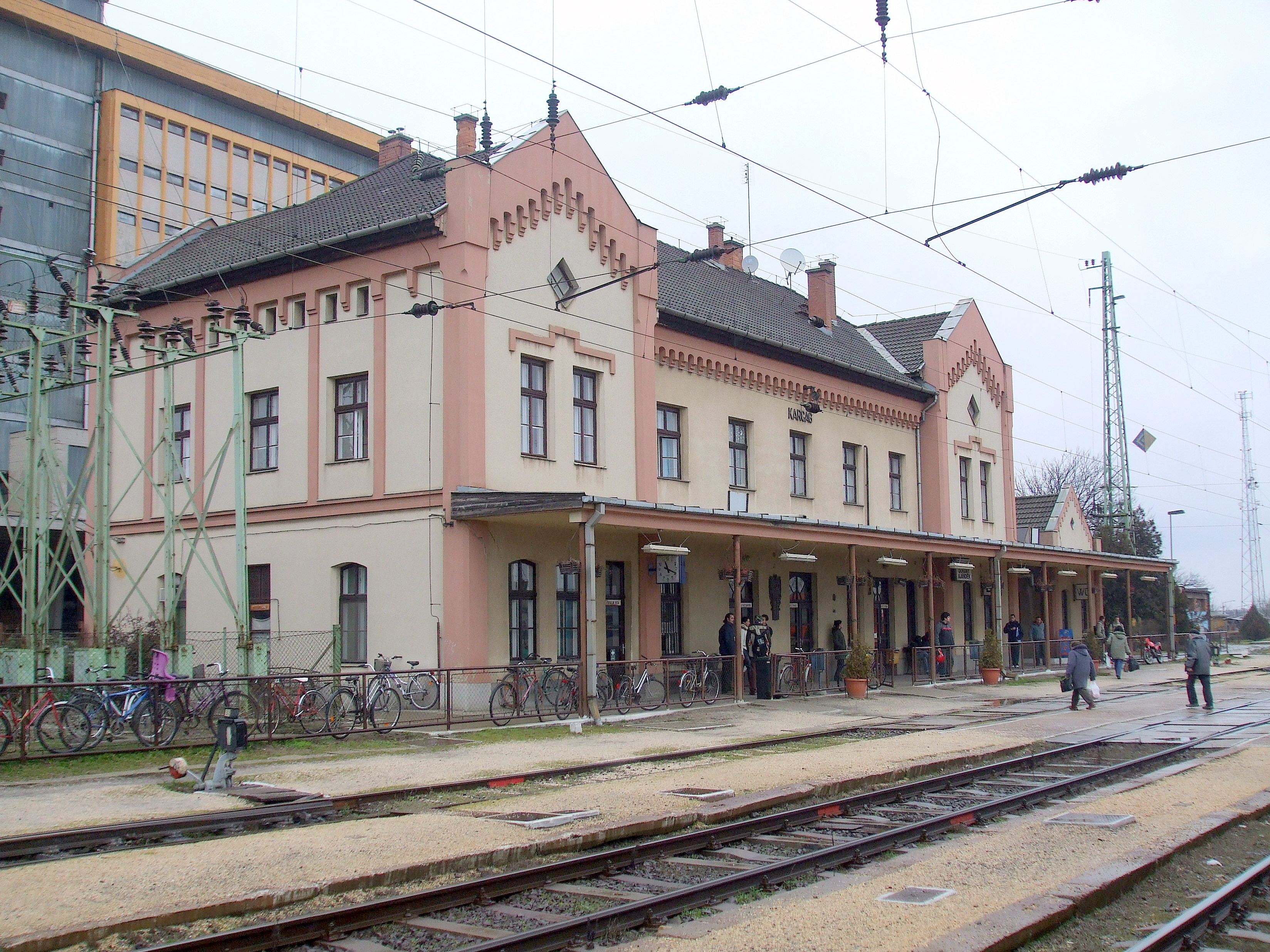
Karcag vasútállomás felvételi épülete
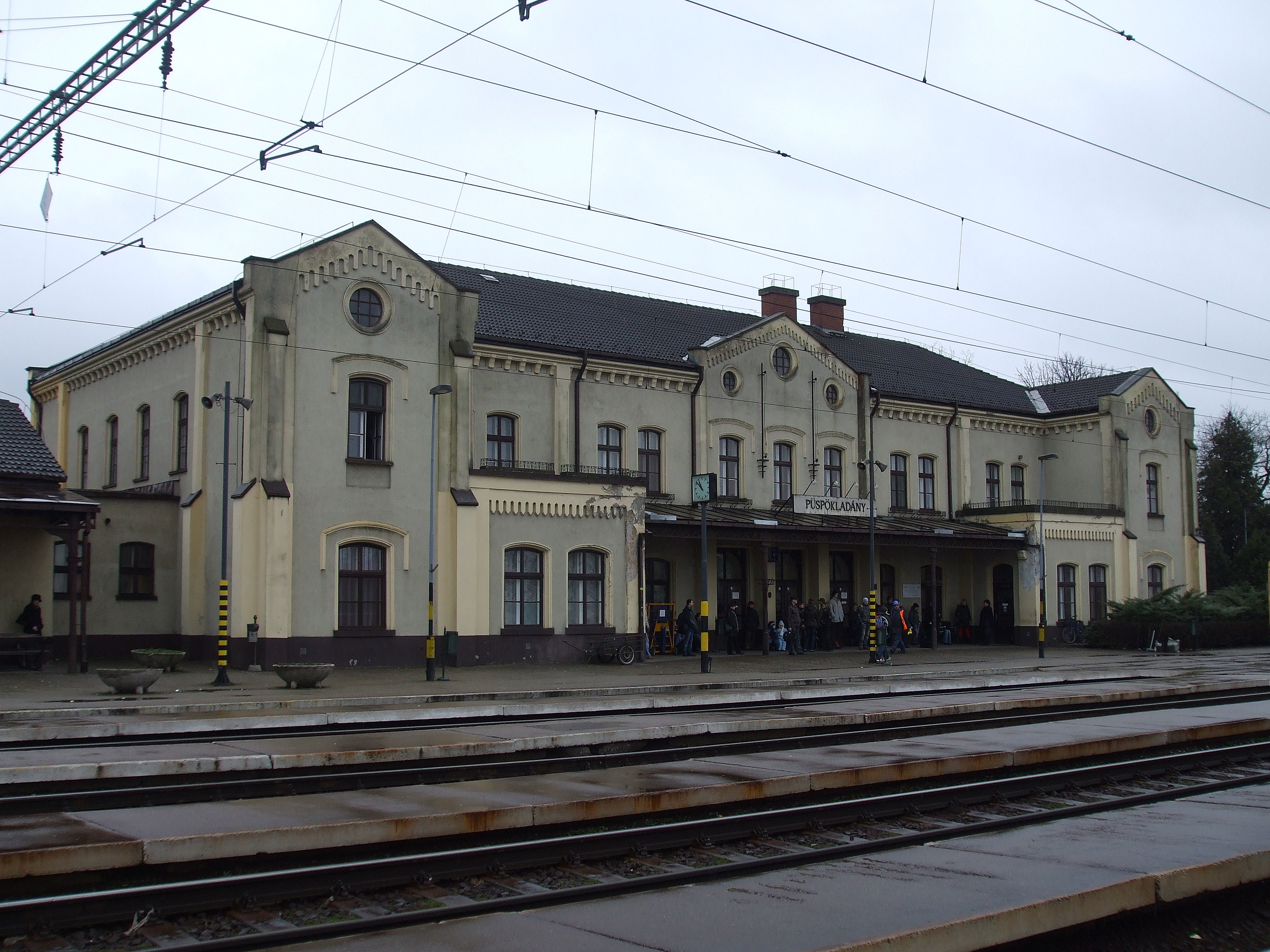
Püspökladány vasútállomás felvételi épülete